# Pushing 20
"Pushing 20" é uma música gravada pela cantora americana Sabrina Carpenter de seu quarto álbum de estúdio, Singular: Act II, e lançada como o single principal do álbum. A faixa foi escrita por Carpenter, Paul Guy Shelton II e seu produtor Warren "Oak" Felder. A música foi lançada pela Hollywood Records como o single principal do Singular: Act II em 8 de março de 2019. A música é uma animada dance-pop e R&B com elementos de hip-hop e trap. Liricamente, fala sobre Carpenter querendo lidar com suas próprias responsabilidades, em vez de com as opiniões de outras pessoas.

## Antecedentes e lançamento
Quando Carpenter tocou a música pela primeira vez na Singular Tour em Orlando, Flórida, ela disse à platéia: "Eu escrevi essa música porque estava em um momento da minha vida, aliás, há seis semanas? Até maluco há muito tempo, mas foi em um momento da minha vida que, você sabe, acho que muitos de vocês nessa multidão, independentemente da idade que você tem, passarão por esse período da sua vida em que você começa fazer escolhas e ter muito mais responsabilidade. E então você tem que pensar antes de falar e refletir sobre as repercussões das coisas. E há muito no seu prato e isso se torna muito pesado e se torna, tipo, um dia onde você começa a se ouvir antes de ouvir as opiniões de outras pessoas".
Em 6 de março de 2019, Carpenter postou um vídeo em sua mídia social dizendo "7/3/19 21:00", indicando que ela tinha um anúncio a fazer. A música foi lançada em 6 de março de 2019 às 00:00 hora local em todos os países.
A música foi escrita em outubro de 2018 por Sabrina Carpenter, Warren "Oak" Felder e Paul Guy Shelton II. Foi produzido e projetado por Felder na SuCasa Recording em Los Angeles, com Keith "Daquan" Sorrells atuando como engenheiro assistente. A música foi mixada por Eric J Dubowsky no Hercules St. Studios em Sydney. A música foi masterizada no Sterling Sound, em Nova York, por Chris Gehringer, com Will Quinnell atuando como assistente.

## Performances ao vivo
A música foi a oitava a ser apresentada na Singular Tour.

## Créditos e pessoal
Gravação e gerenciamento
- Gravado na SuCasa Recording (Los Angeles, Califórnia)
- Mixado em Hercules St. Studios (Sydney, Austrália)
- Masterizado em Sterling Sound (Nova York)

Seven Summits Music (IMC) obo si e Pink Mic Music (IMC), Crow's Tree Publishing (IMC), administrado pela Sony/ATV Songs LLC (IMC), BMG Gold Songs/KIDBROTHERMEDIA (ASCAP)
Pessoal
- Sabrina Carpenter - vocal, compositora
- Warren "Oak" Felder - composição, produção para GO! Música e O Orfanato, engenharia
- Paul Guy Shelton II - composição
- Keith "Daquan" Sorrells - assistente de engenharia
- Eric J. Dubowsky - mixagem
- Chris Gehringer - masterização
- Will Quinnell - assistente

Créditos adaptados das notas iniciais de Singular: Act II.

## Históricos de lançamentos
| Região | Data               | Formato(s)       | Gravadora | Ref.  |
| ------ | ------------------ | ---------------- | --------- | ----- |
| Mundo  | 8 de março de 2019 | Download digital | Hollywood | [ 5 ] |